# Jetřichovice
Jetřichovice (en allemand : Dittersbach) est une commune du district de Děčín, dans la région d'Ústí nad Labem, en Tchéquie. Sa population s'élevait à 404 habitants en 2021.

## Géographie
Jetřichovice se trouve à 16 km au nord-est de Děčín, à 33 km au nord-est d'Ústí nad Labem et à 87 km au nord de Prague.
La commune est limitée par l'Allemagne au nord, par Doubice au nord-est, par Chřibská à l'est, par Kunratice, Janská et Srbská Kamenice au sud, et par Hřensko et Růžová à l'ouest.

## Administration
La commune se compose de quatre quartiers :
- Jetřichovice
- Rynartice
- Všemily
- Vysoká Lípa

## Histoire
La première mention écrite du village date de la fin du XIVe siècle, en relation avec le château voisin de Falkenstein.

## Patrimoine

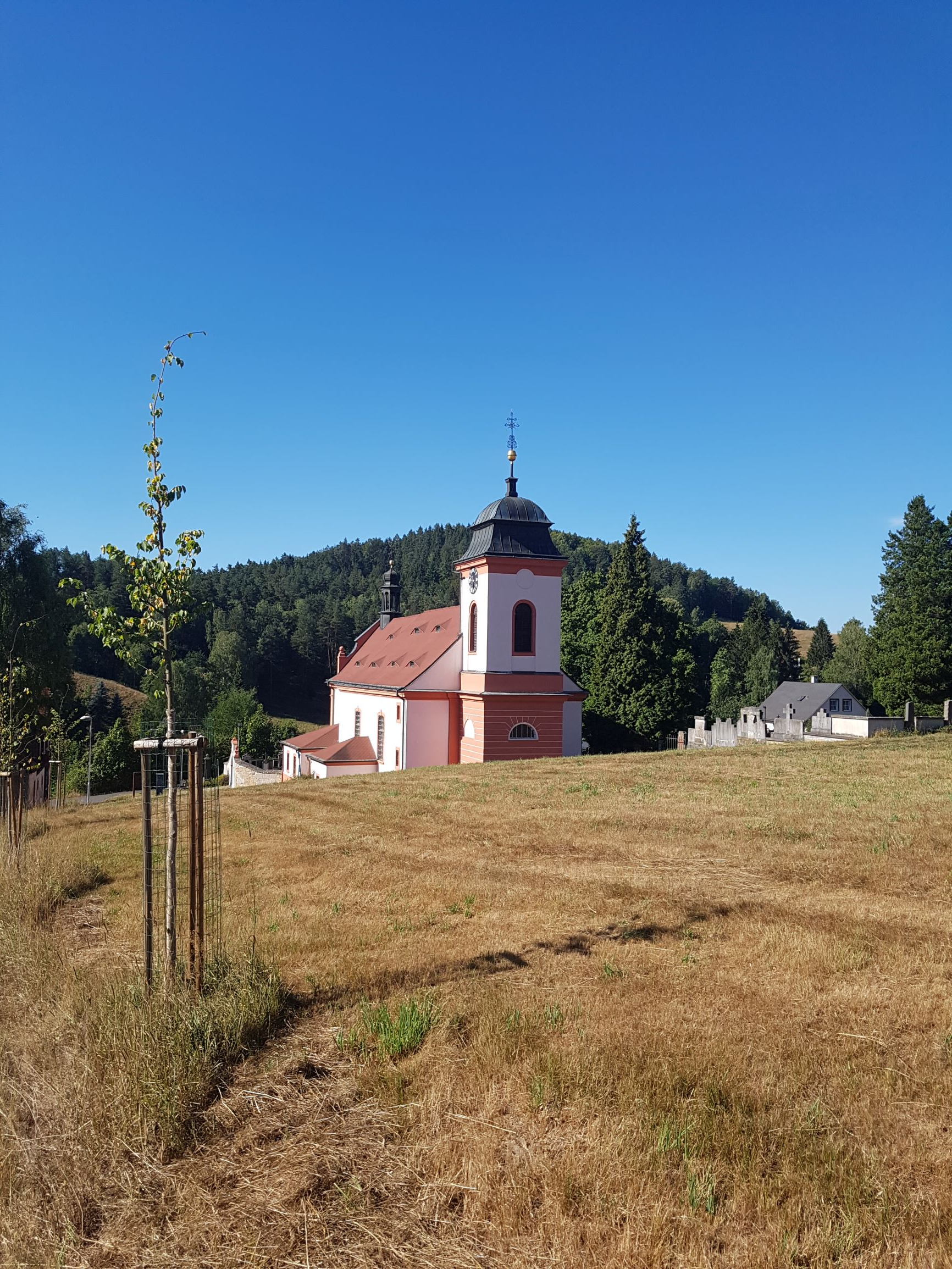
Petite église.
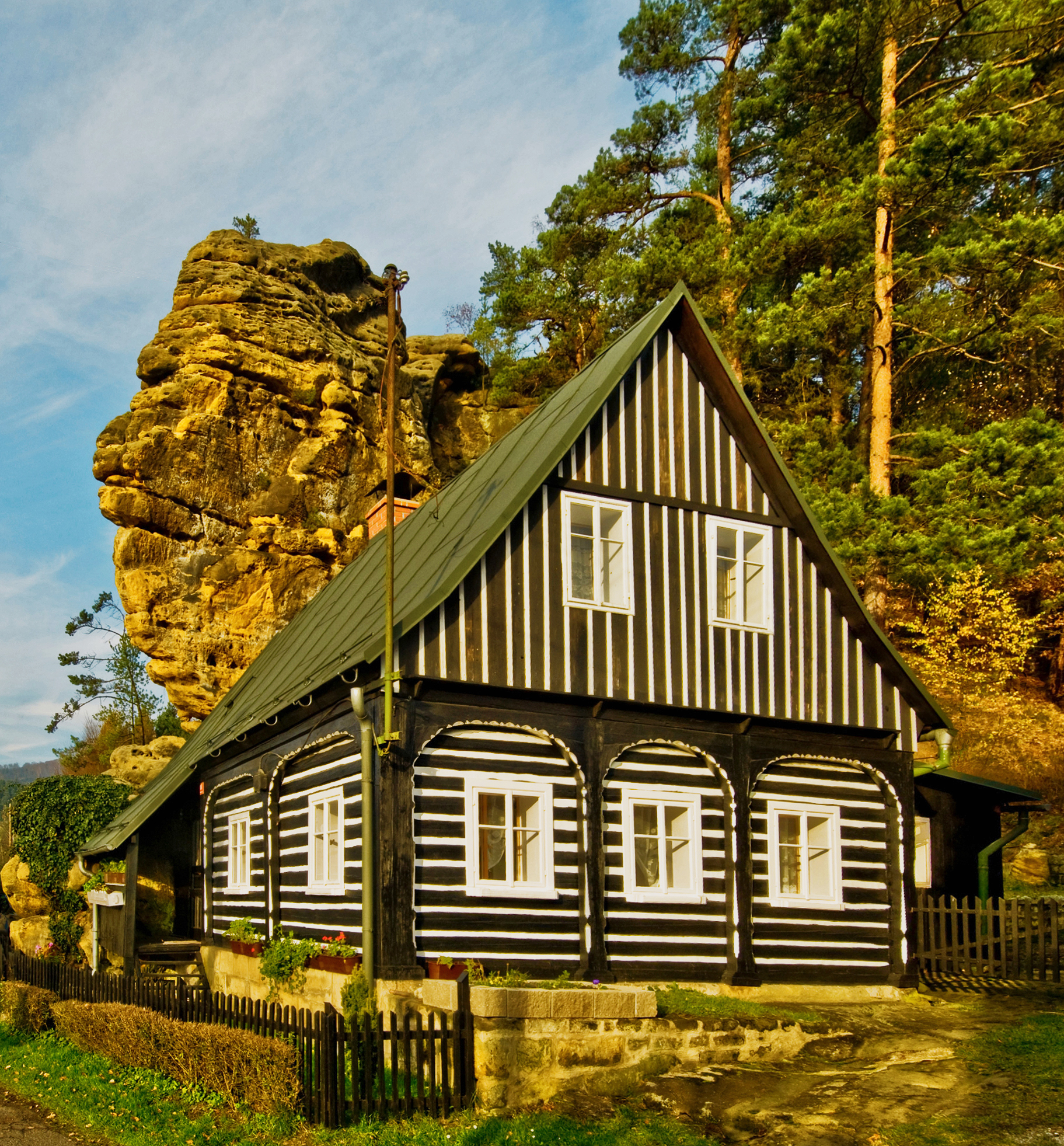
Maison à colombages.
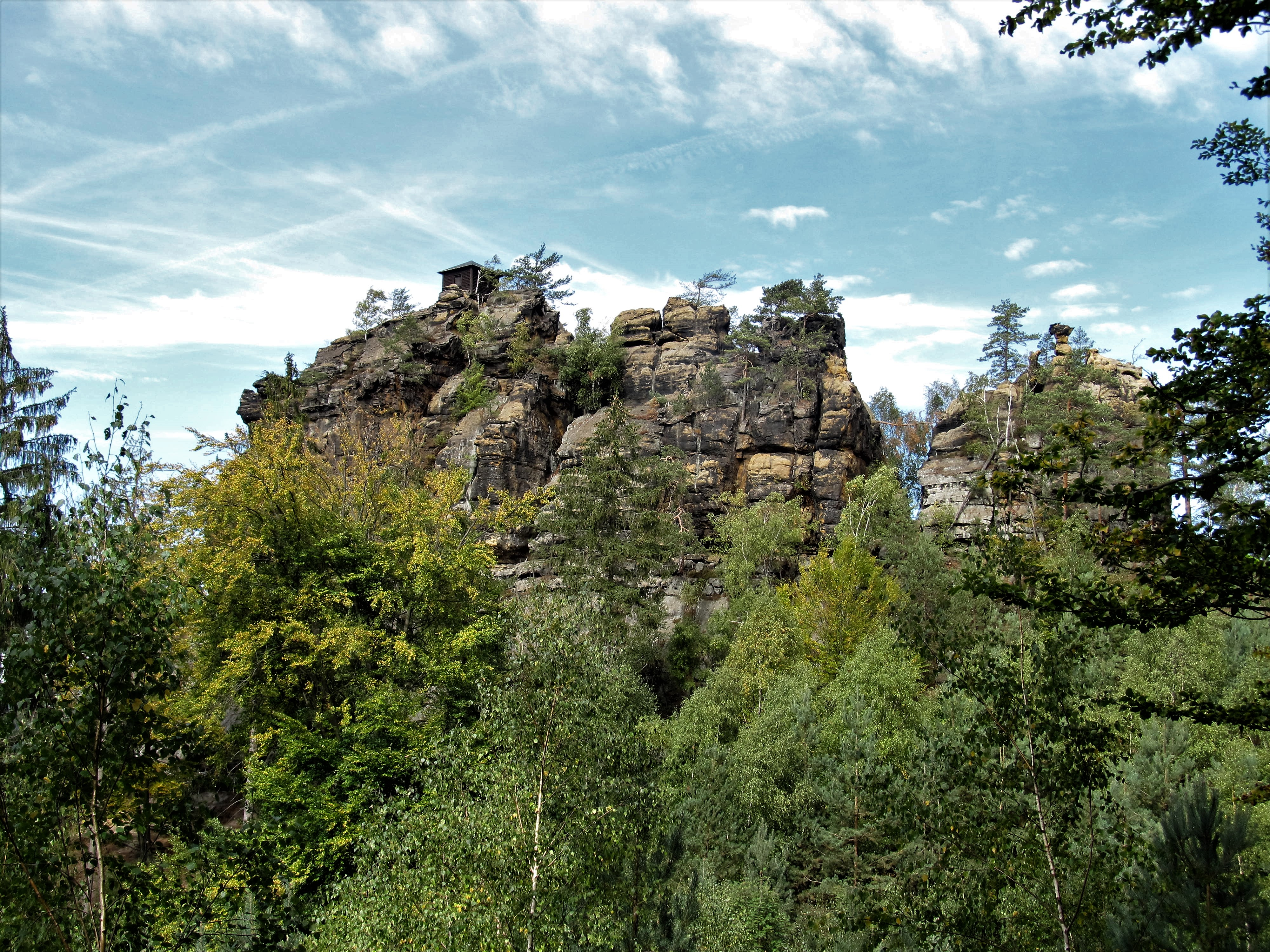
Falkenštejn : falaises.

## Transports
Par la route, Jetřichovice se trouve à 19 km de Děčín, à 42 km d'Ústí nad Labem et à 122 km de Prague.